# Didier Boubé
Didier Boubé, född den 13 februari 1957 i Vichy, Frankrike, är en fransk idrottare inom modern femkamp.
Han tog OS-brons i lagtävlingen i samband med de olympiska tävlingarna i modern femkamp 1984 i Los Angeles.